# Memorie di Adriano
Memorie di Adriano (titolo orig. Mémoires d'Hadrien) è un romanzo storico della scrittrice Marguerite Yourcenar, pubblicato nel 1951, premiato lo stesso anno col Prix des Critiques. Queste pseudo-memorie dell'imperatore romano Adriano (76-138) incontrarono uno straordinario successo internazionale, assicurando duratura fama all'autrice. Se il soggetto ispirò la Yourcenar ancora adolescente, ella lo considerò tuttavia troppo ambizioso per essere un'opera giovanile a causa del calibro di quelli «che non si dovrebbe osare prima di aver superato i quarant'anni».
Il libro si presenta come la lunga lettera di un vecchio imperatore indirizzata al nipote adottivo diciassettenne e futuro successore, Marco Aurelio (121-180), che affronta e stende un bilancio della propria vita pubblica e privata. Adriano medita e ricorda i suoi trionfi militari, il suo amore per la poesia e la musica, la sua filosofia nonché la sua passione per il giovanissimo amante bitino, Antinoo (c. 110-130).

## Genesi e tema

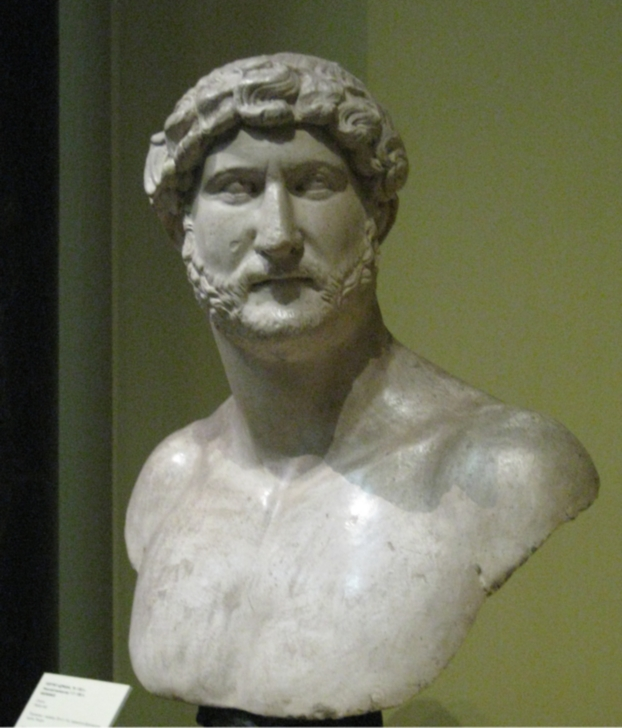
Busto di Adriano, protagonista e voce narrante

Come scritto nei Taccuini di Appunti , lo spunto per scrivere le Memorie di Adriano nasce riflettendo su un'acuta osservazione contenuta nella corrispondenza di Gustave Flaubert: «Quando gli dèi non c'erano più e Cristo non ancora, tra Cicerone e Marco Aurelio, c'è stato un momento unico in cui è esistito l'uomo, solo». Il soggetto Adriano appariva un personaggio adatto a rappresentare l'uomo in questa particolare condizione, quel momento dell'antichità classica nel quale non si credeva più agli dèi pagani, ma il Cristianesimo come religione non si era ancora stabilmente insediata nell'animo delle genti dell'Impero Romano. La Yourcenar stese diverse bozze tra il 1934 e il 1937 ma, insoddisfatta, finì con l'accantonare l'impresa e a distruggere tutti i fogli. Nel 1948, quando si era trasferita negli Stati Uniti, le tornò in mano una bozza del 1937, e ciò la spinse a riprendere il testo e a terminarlo in tre anni di intenso lavoro.
Inizialmente, la scrittrice l'aveva pensato come una serie di dialoghi, ma poi si rese conto che il punto di vista migliore era quello dell'imperatore morente che riconsidera la propria vita ("Incomincio a scorgere il profilo della mia morte..."). Con l'uso della prima persona, Yourcenar intendeva "fare a meno il più possibile di qualsiasi intermediario, compresa me stessa". Le fonti principali furono la Storia romana di Cassio Dione e la biografia di Adriano contenuta nella Historia Augusta; l'autrice afferma che ha voluto "rifare dall'interno quello che gli archeologi del XIX secolo hanno rifatto dall'esterno"; reinterpretare il passato, mantenendo tuttavia l'autenticità storica: "qualunque cosa si faccia, si ricostruisce sempre il monumento a proprio modo; ma è già molto adoperare pietre autentiche".
Il libro, organizzato in sei parti, tra cui un prologo e un epilogo, prende la forma di una lunga epistola indirizzata dall'anziano e malato imperatore a Marco Aurelio. L'uso della prima persona consentì alla Yourcenar di immedesimarsi meglio nella figura del protagonista.
Dall'edizione del 1953, il libro è corredato dal Taccuino di appunti, brevi scritti sulla sua genesi. Vengono qui raccolte dall'autrice le tappe che la portarono dall’ideazione del libro (1924-29) alla sua effettiva pubblicazione, dopo un trentennio di ripensamenti, nel 1951. Sono una raccolta di “annotazioni di studio, lampi di autobiografia, ricordi, vicissitudini della scrittura” che riportano alcuni sprazzi sulla vita della Yourcenar nei trent’anni in cui ha vissuto, portando sempre con sé la figura di Adriano.

## Trama

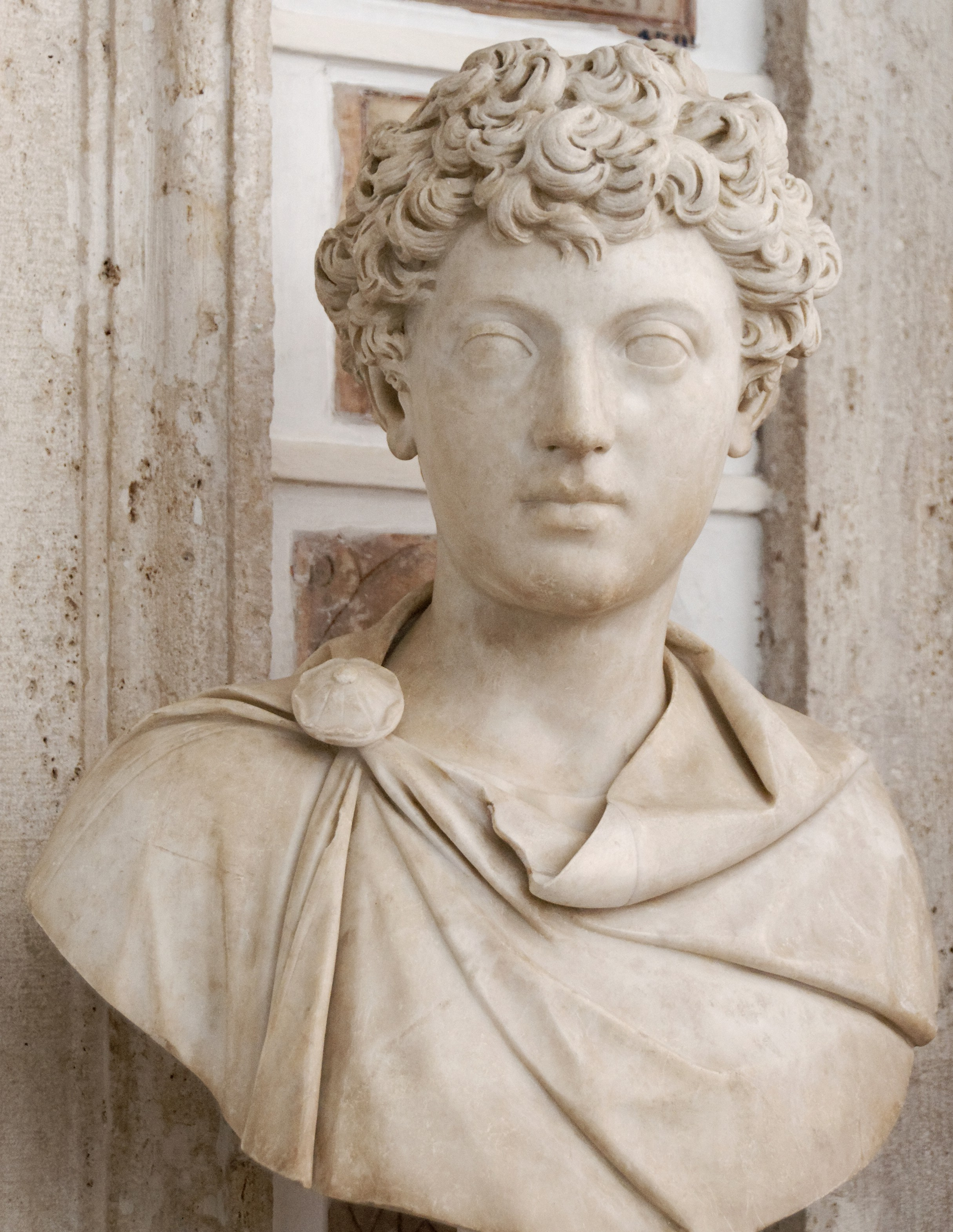
Il giovane Marco Aurelio, successore al trono a cui è indirizzata la narrazione

La storia è raccontata in prima persona da Adriano e il 1º capitolo intitolato «Animula vagula blandula» rappresenta l'inizio dell'epistola scritta per essere inviata a Marco Aurelio, allora diciassettenne, e nominato poco dopo a nipote adottivo e quindi designato come erede al comando dell'Impero. Gli altri capitoli formano una libera narrazione cronologica della vita dell'imperatore, che spesso interrompe il filo del discorso soffermandosi su varie intuizioni e ricordi.

### Animula vagula blandula
Giunto a 60 anni di età e trovandosi con una malattia incurabile che gli sta minando irreversibilmente il fisico, sulla soglia tra la vita e la morte l'imperatore ha l'intenzione di raccontare gli eventi più importanti che hanno costellato la sua esistenza. I suoi primi ricordi riguardano gli anni dell'infanzia trascorsi a Italica, antico insediamento romano situato nella penisola iberica.
Parla delle battute di caccia a cui partecipava da ragazzo e di come gli piacesse cavalcare il suo cavallo lanciato al galoppo, il gusto per il nuoto e del rispetto che provava nei confronti del cibo, della ripugnanza per le famose abbuffate romane. Parla anche del suo precoce interesse nei confronti dell'astrologia, oltre alla sua passione per le arti in genere, la cultura e la filosofia greca, temi che continuerà a rimuginare lungo l'intero libro. Comincia a riflettere sul digiuno e sull'amore, oltre che sull'insonnia che pare ormai perseguitarlo.

### Varius multiplex multiformis
Adriano comincia a raccontare il rapporto affettivo intercorso con il nonno, considerato un mago, e presenta il padre, Elio Adriano Afer, e la madre. Avendo dimostrato fin dalla più tenera infanzia una notevole predilezione nei confronti della lingua greca e un gusto particolare per quella cultura, viene mandato ad Atene per completare lì gli studi. Racconta anche dei suoi tentativi di diventare un iniziato al culto dei misteri eleusini e del proprio timore nei confronti della morte, finendo per criticare severamente se stesso per la propria mancanza di coraggio.
Dopo essersi recato per la prima volta a Roma viene ben presto notato da Traiano; unitosi all'esercito imperiale, partecipa alla campagna per la conquista e sottomissione della Dacia. Al termine della guerra ha circa 30 anni: descrive quindi i successi avuti durante la vita militare e il suo rapporto con l'imperatore, il quale inizialmente si dimostra abbastanza freddo nei suoi confronti.
Lentamente però riesce a guadagnarsi i favori di Traiano e mantiene la sua posizione di possibile erede al trono grazie all'aiuto della moglie di quest'ultimo Plotina, che si dimostra subito abbastanza ben disposta nei suoi confronti, ma anche e soprattutto sposando la nipote stessa dell'imperatore, Vibia Sabina; non perde però occasione per criticare l'animo vano e superficiale caratteristico delle donne.
La successiva guerra contro i Sarmati influenza notevolmente il suo animo, a causa delle terribili atrocità commesse e degli immani spargimenti di sangue da ambo le parti. Comincia allora a mettere tra sé e sé in discussione il valore effettivo della politica militare espansionista di Traiano. Dopo la fallimentare campagna militare contro l'impero dei Parti, Traiano nomina velocemente Adriano come proprio successore; sarà questa la sua ultima volontà prima della morte.

### Tellus stabilita
Suo primo atto imperiale è quello di stipulare la pace con i Parti; subito dopo comincia a effettuare frequenti viaggi per visitare tutte le province dell'Impero, e nel contempo intraprende anche numerose riforme economiche e militari, promuovendole in un motto che recita "humanitas, libertas, felicitas". Durante una visita in Britannia, descrive la costruzione del Vallo di Adriano.
Per risolvere le continue minacce d'instabilità sociale nomina Attiano come proprio consigliere di fiducia; egli è un uomo saggio che ha sventato una cospirazione di consoli contro il nuovo imperatore. Adriano rifiuta recisamente il titolo di "padre della patria", riduce inoltre il numero di schiavi addetti al palazzo e aiuta finanziariamente lo scrittore Svetonio.

### Saeculum aureum

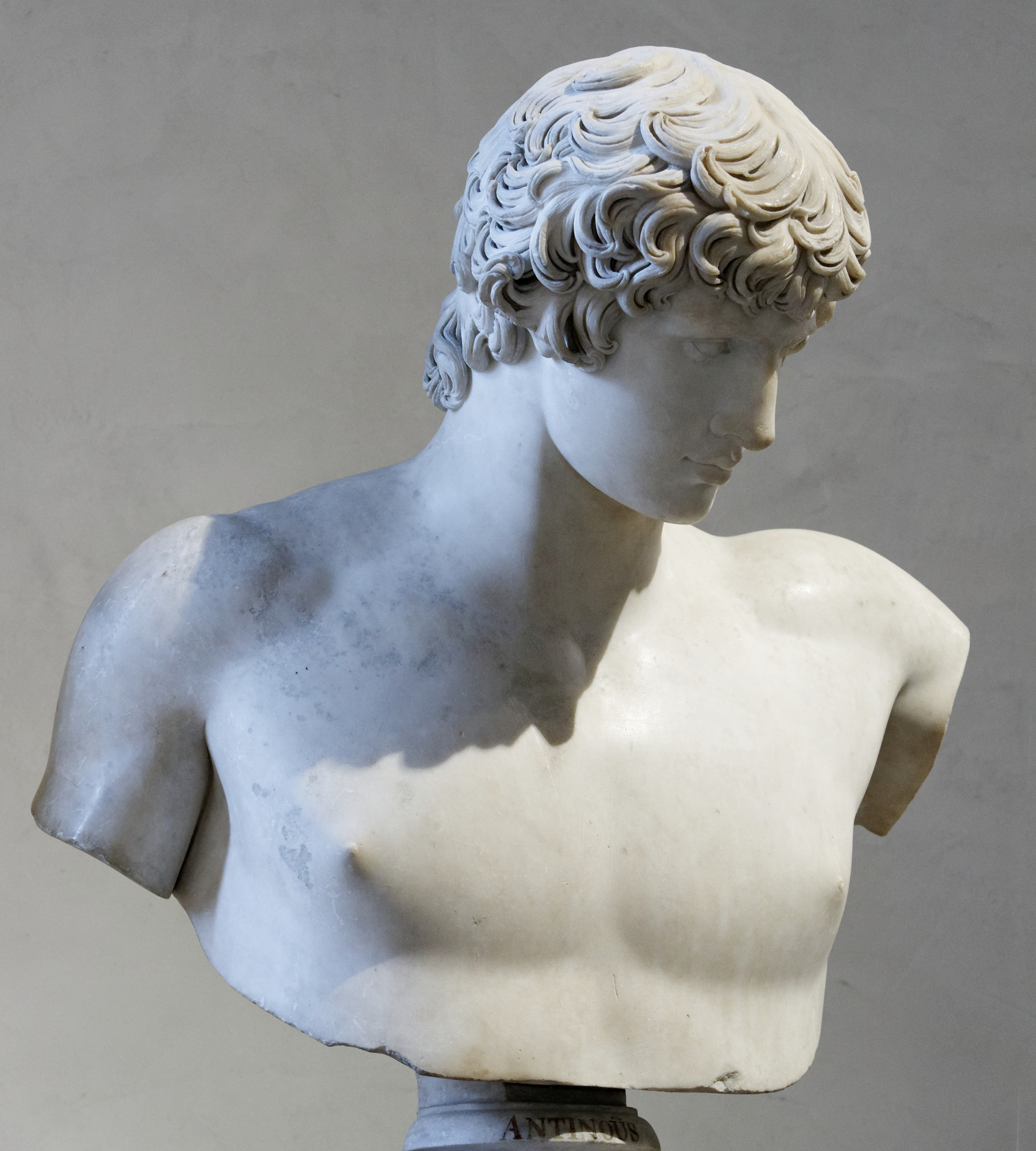
Busto di Antinoo. Copia moderna da un originale ritrovato a Villa Adriana

Ma il felice governo, momento di pace e felicità considerato una vera e propria "età dell'oro", Adriano l'attribuisce alla passione amorosa ed erotica che porta nei confronti di Antinoo, un grazioso ragazzino di Bitinia incontrato dall'imperatore a Nicomedia: comincia a sentirsi anche per la prima volta nella vita sinceramente amato, a differenza della relazione priva di qualsiasi trasporto emotivo che intrattiene con la moglie.
Il "fanciullo", come lo chiama Adriano, è un giovinetto tanto bello quanto timido, ma furono soprattutto i suoi ribelli capelli ricci a incantare e legare a sé il cuore dell'imperatore. La relazione tra i due dura per cinque anni: mentre si trova in visita in Egitto però, durante un viaggio in barca lungo il corso del fiume Nilo, si dispera per la morte improvvisa e alquanto misteriosa del giovane amante ormai diciannovenne. Egli conclude ritenendo che Antinoo si sia sacrificato al fine d'alterare il risultato di certi presagi infausti a cui avevano entrambi assistito precedentemente.
Per esaudirne il desiderio espresso in vita Adriano fa imbalsamare il corpo del ragazzo dai sacerdoti egizi per depositarne infine i resti in una tomba sotterranea del tutto simile a quelle costruite per gli antichi faraoni, facendone riempire le pareti di geroglifici. In suo onore ordina anche di costruire una città con il nome dell'amato, Antinopoli.

### Disciplina Augusta
Nell'immenso dolore dovuto alla perdita del grande amore della propria esistenza, l'imperatore escogita il culto di Antinoo, attuando l'apoteosi del ragazzo perduto rendendolo così immortale; progetta inoltre per il futuro di dedicare tutta una serie di nuove città all'amato nel tentativo di rendere eterna e immutabile la memoria dei posteri e del tempo nei suoi confronti. Comincia da questo punto in poi a riflettere sulla vecchiaia e di come, con l'avanzare dell'età anche il carattere e temperamento emotivo venga a subire sempre più dei mutamenti.
Ulteriore preoccupazione gli è data dallo scoppio di una ribellione in Giudea, che lo costringe a prendere nuovamente il comando delle truppe per andare a sedarla; durante l'assedio di Gerusalemme è mortificato dal fatto che i suoi buoni propositi e piani di pace siano andati totalmente a monte. Contemporaneamente la condizione del suo cuore si fa sempre più precaria, cupa e sofferente. La Terza guerra giudaica si conclude così con l'esilio e la dispersione dell'intero popolo ebraico e con la terra dove hanno fino a ora abitato ribattezzata Palestina.
Dopo la morte prematura del successore designato Lucio Elio Cesare, causata dalla tubercolosi contratta durante l'esperienza da governatore della Pannonia, ha posato gli occhi sul virtuoso Antonino Pio, un uomo riflessivo e di buon cuore: adotta così il futuro Augusto ed elegge a succedergli Marco Aurelio.

### Patientia

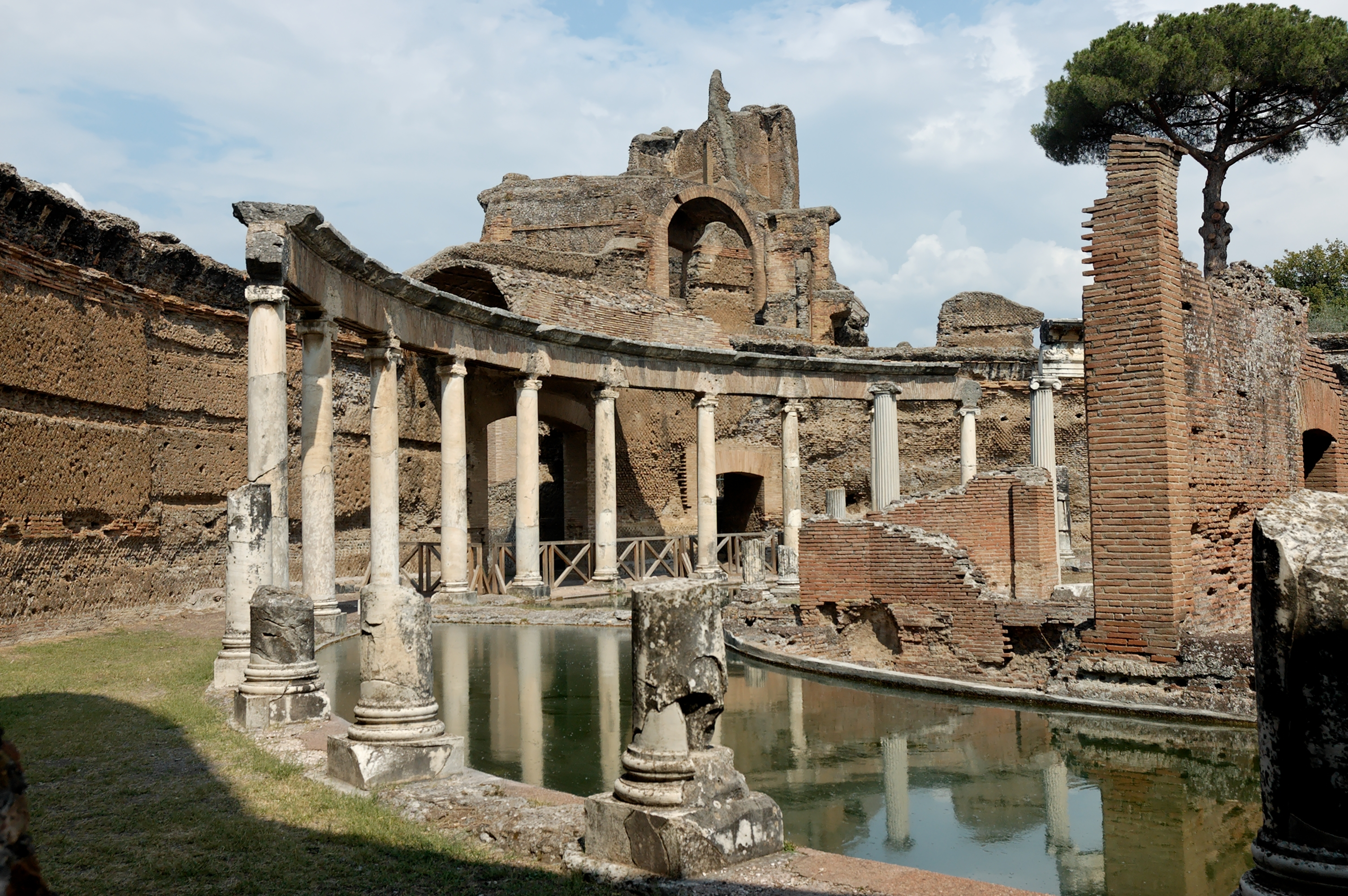
Teatro marittimo a Villa Adriana a Tivoli, luogo ove l'imperatore malato avrebbe iniziato a scrivere le proprie memorie

Riflettendo su una lettera ricevuta da Arriano l'imperatore giunge alla conclusione che tutte le opere compiute con fatica durante la sua esistenza si son rivelate del tutto inutili. Durante i suoi ultimi anni, trascorsi nella sua Villa Adriana a Tivoli nei pressi della capitale, circondato da statue di marmo a grandezza naturale raffiguranti l'eterno amore Antinoo, cominciandogli a mancare le forze per continuare a vivere, inizia a meditare il suicidio e pensa ai vari mezzi con cui poterlo realizzare.
Oramai, con le sue condizioni di salute che si aggravano sempre più, finalmente si trova ad accettare pienamente il destino o fato che gli è stato assegnato con completa rassegnazione (patientia); ciò mentre conclude con una riflessione sulla religione pagana. Vicino alla morte, contempla ciò che il futuro ha in serbo per Roma, il mondo e la propria anima individuale.

## Edizioni
- Mémoires d'Hadrien, Paris, Librairie Plon, 1951.
- Mémoires d'Hadrien suivi de Carnets de notes de Mémoires d'Hadrien, Paris, Le Club du Meilleur Livre, 1953.
- Mémoires d'Hadrien, nuova edizione riveduta, Paris, Editions Gallimard, 1971.

### Edizioni italiane
Fu l'autrice stessa a proporre la traduzione a Lidia Storoni Mazzolani: «voleva che il suo scritto sembrasse tradotto dal latino, e perciò preferiva una studiosa del mondo classico anziché di letteratura francese». La prima edizione italiana fu pubblicata dall'editore Richter di Napoli nel 1953 col titolo Le memorie di Adriano imperatore; l'editore aveva però estesamente modificato il testo per renderlo più semplice, breve e accessibile, rovinando il lavoro della traduttrice e degradando la qualità dell'opera. Ne seguì un'azione legale, che Storoni Mazzolani, spalleggiata dalla Yourcenar, infine vinse. In seguito, l'Einaudi rilevò i diritti dell'opera, e pubblicò nel 1963 la prima traduzione corretta, che da allora è stata ininterrottamente ristampata.
- Le Memorie di Adriano Imperatore, traduzione di Lidia Storoni Mazzolani, Napoli, Richter, 1953.
- Memorie di Adriano, collana Coralli, traduzione di Lidia Storoni Mazzolani, Torino, Einaudi, 1963

- Collana Nuovi Coralli n.189, Einaudi, 1977.
- Memorie di Adriano seguite dai Taccuini di appunti, collana Nuovi Coralli, traduzione di Lidia Storoni Mazzolani, Torino, Einaudi, 1981

- Collana Supercoralli, Einaudi, 1981-1997, ISBN 978-88-065-2837-9
- Collana Letteratura del Novecento, Milano, Einaudi Scuola, 1996, ISBN 978-88-286-0287-3
- Collana Supercoralli. Serie I Classici Contemporanei, Einaudi, 2002, ISBN 978-88-061-6301-3
- Collana Einaudi Tascabili. Classici moderni n.1020, Einaudi, 2002, ISBN 978-88-061-5770-8
- Collana SuperET, Einaudi, 2005-2025, ISBN 978-88-061-7408-8.
- Lidia Storoni Mazzolani, Una traduzione e un'amicizia, in Memorie di Adriano seguite dai Taccuini di appunti (trad. e  saggio), collana Gli Struzzi, n. 340, Torino, Einaudi, 1988, ISBN 88-06-60011-7.